# 十英里湖鎮區 (明尼蘇達州拉基帕爾縣)
十英里湖鎮區（英語：Ten Mile Lake Township）是位於美國明尼蘇達州拉基帕爾縣的一個行政鎮區。

## 地方資料
十英里湖鎮區的面積為91.90平方千米，當中陸地面積為91.30平方千米，而水域面積為0.60平方千米。根據2020年美國人口普查的數據，當地共有人口147人，而人口密度為每平方千米1.6人。